# Hafjell

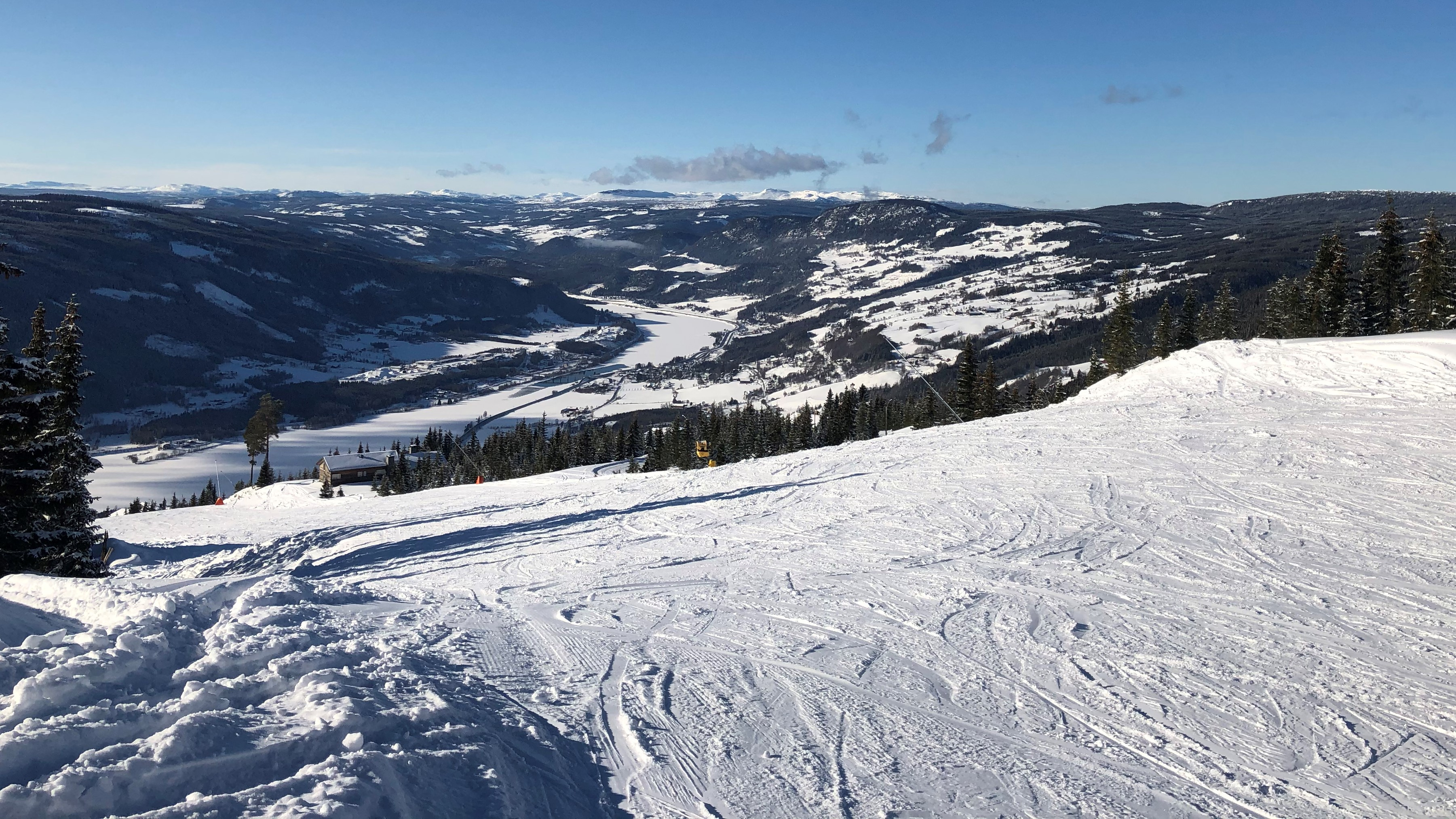
Skipiste in Hafjell, Norwegen

Hafjell ist ein norwegisches Alpinzentrum, das etwa 200 Kilometer nördlich von Oslo am Fuße des Gudbrandstals liegt. Es befindet sich auf der Sonnenseite einer Bergkette. Das olympische Skigebiet umfasst insgesamt 33 km an Abfahrten und Pisten. Von der Bergstation aus kann man 300 km an präparierten Langlaufstrecken erkunden, die außerhalb der Saison künstlich beschneit werden. Der Höhenunterschied des Gebiets beträgt 830 Meter.
Hafjell befördert Snowboarder und Skifahrer mit insgesamt zwölf Liftanlagen und einer Gondel. Der Touristenort verfügt zusätzlich über Hotels, Restaurants, Ski-Schulen, Kinderbetreuung und einen Snowboardpark. Weitere (Winter)-Sportmöglichkeiten sind Bob-Fahrten, Ski-Langlauf, Schwimmen, Airboarden oder sich von Schlittenhunden ziehen lassen. Das drittgrößte Skigebiet Norwegens verfügt über ein Flutlichtsystem, das dreimal die Woche einige Pisten bestrahlt.
Im Rahmen der Mountainbike-Weltmeisterschaften 2014 wurden in Hafjell die Wettbewerbe im MTB-Downhill  ausgetragen. Zuvor war Hafjell in der Saison 2012 Austragungsort eines Weltcuprennens im MTB-Downhill.